# 1a etapa del Tour de França de 2015
La 1a etapa del Tour de França de 2015 es disputà el dissabte 4 de juliol de 2015 sobre un recorregut de 13,8 km en la modalitat de contrarellotge individual, amb sortida i arribada a la ciutat neerlandesa d'Utrecht, a la província homònima. Des del pròleg del Tour de França de 2012 el Tour havia deixat de banda la contrarellotge individual per començar la cursa. En aquesta ocasió és l'única contrarellotge individual que disputaren els ciclistes durant tot el Tour.
El vencedor de l'etapa, i primer líder de la classificació general, fou l'australià Rohan Dennis (BMC Racing Team), que s'imposà per cinc segons sobre l'alemany Tony Martin (Etixx-Quick Step) i sis sobre el suís Fabian Cancellara (Trek Factory Racing). Dennis va córrer l'etapa a 55,446 km/h, una velocitat mai vista en les 102 edicions del Tour.

## Recorregut
La plataforma de sortida de l'etapa estava situada davant el Jaarbeurs Utrecht, un pavelló firal situat a l'avinguda Truus van Lierlaan. Després de 200 metres els corredors giren a l'esquerra cap a l'Overste den Oudenlaan i al cap de 500, en arribar a una rotonda giren a l'esquerra vers la Koningin Wilhelminalaan, per realitzar un bucle de 12 km per la ciutat, en un recorregut totalment pla i vint girs, la major part força amples. Finalment tornen a l'Overste den Oudenlaan per finalitzar l'etapa a la Croeselaan, prop de Jaarbeurs.

## Desenvolupament de l'etapa
Durant la disputa de l'etapa la calor va ser extrema, amb temperatures superiors al 35 °C i un lleuger vent de cara en la segona part del recorregut. El primer ciclista a prendre la sortida, a les dues del migdia, va ser l'eritreu Daniel Teklehaimanot, membre del MTN Qhubeka, el primer equip africà en competir al Tour de França. A partir d'ell els diferents ciclistes prenien la sortida amb un minut de diferència respecte a l'anterior ciclista. El darrer ciclista en prendre la sortida era Vincenzo Nibali (Astana Qazaqstan Team), darrer vencedor del Tour, a les 17h 17'.
Finalment foren 198 els ciclistes que van prendre la sortida, després que l'Astana Qazaqstan Team decidís no fer cas a les indicacions del Moviment per un ciclisme creïble, al qual pertany, de no deixar sortir a Lars Boom per tenir uns nivells massa baixos de cortisol. L'Astana va demanar a la Unió Ciclista Internacional permís per substituir-lo per Alessandro Vanotti, però en no ser acceptat i en no contravenir les regles de l'UCI optà per fer-lo competir.
Sent un dels primers a prendre la sortida, l'holandès Jos van Emden (Team Giant-Alpecin) va fer un molt bon temps, en tancar el temps en 15' 11", però poc després arribà Rohan Dennis (BMC Racing Team), que amb un temps inferior als 15 minuts li treia la primera posició. Els millors especialistes de la disciplina, com Tony Martin, Fabian Cancellara o Tom Dumoulin es van acostar al temps de Dennis, però no el van poder superar. A banda de la victòria, Dennis es va fer amb el mallot dels punts i dels joves, mentre el Team LottoNL-Jumbo passà a encapçalar la classificació per equips. Entre els favorits les diferències van ser mínimes. Vincenzo Nibali (Astana Qazaqstan Team) va ser el millor, amb set segons d'avantatge sobre Chris Froome (Team Sky), quinze sobre Alberto Contador (Team Tinkoff-Saxo) i divuit sobre Nairo Quintana (Movistar Team).

## Resultats

### Classificació de l'etapa
|    | Ciclista                   | Equip               | Temps   |
| -- | -------------------------- | ------------------- | ------- |
| 1  | Rohan Dennis (AUS)         | BMC Racing Team     | 14' 56" |
| 2  | Tony Martin (GER)          | Etixx-Quick Step    | + 5"    |
| 3  | Fabian Cancellara (SUI)    | Trek Factory Racing | + 6"    |
| 4  | Tom Dumoulin (NED)         | Team Giant-Alpecin  | + 8"    |
| 5  | Jos van Emden (NED)        | Team LottoNL-Jumbo  | + 15"   |
| 6  | Jonathan Castroviejo (ESP) | Movistar Team       | + 23"   |
| 7  | Matthias Brändle (AUT)     | IAM Cycling         | + 23"   |
| 8  | Adriano Malori (ITA)       | Movistar Team       | + 29"   |
| 9  | Wilco Kelderman (NED)      | Team LottoNL-Jumbo  | + 30"   |
| 10 | Steve Cummings (GBR)       | MTN Qhubeka         | + 32"   |

### Punts atribuïts
- Utrecht (km 13,8)

| 1r  | Rohan Dennis (AUS)         | BMC Racing Team     | 20 pts |
| 2n  | Tony Martin (GER)          | Etixx-Quick Step    | 17 pts |
| 3r  | Fabian Cancellara (SUI)    | Trek Factory Racing | 15 pts |
| 4t  | Tom Dumoulin (NED)         | Team Giant-Alpecin  | 13 pts |
| 5è  | Jos van Emden (NED)        | Team LottoNL-Jumbo  | 11 pts |
| 6è  | Jonathan Castroviejo (ESP) | Movistar Team       | 10 pts |
| 7è  | Matthias Brändle (AUT)     | IAM Cycling         | 9 pts  |
| 8è  | Adriano Malori (ITA)       | Movistar Team       | 8 pts  |
| 9è  | Wilco Kelderman (NED)      | Team LottoNL-Jumbo  | 7 pts  |
| 10è | Steve Cummings (GBR)       | MTN Qhubeka         | 6 pts  |
| 11è | Robert Gesink (NED)        | Team LottoNL-Jumbo  | 5 pts  |
| 12è | Geraint Thomas (GBR)       | Team Sky            | 4 pts  |
| 13è | Alex Dowsett (GBR)         | Movistar Team       | 3 pts  |
| 14è | Bauke Mollema (NED)        | Trek Factory Racing | 2 pts  |
| 15è | Bob Jungels (LUX)          | Trek Factory Racing | 1 pt   |

## Classificacions a la fi de l'etapa

### Classificació general
|    | Ciclista                   | Equip               | Temps   |
| -- | -------------------------- | ------------------- | ------- |
| 1  | Rohan Dennis (AUS)         | BMC Racing Team     | 14' 56" |
| 2  | Tony Martin (GER)          | Etixx-Quick Step    | + 5"    |
| 3  | Fabian Cancellara (SUI)    | Trek Factory Racing | + 6"    |
| 4  | Tom Dumoulin (NED)         | Team Giant-Alpecin  | + 8"    |
| 5  | Jos van Emden (NED)        | Team LottoNL-Jumbo  | + 15"   |
| 6  | Jonathan Castroviejo (ESP) | Movistar Team       | + 23"   |
| 7  | Matthias Brändle (AUT)     | IAM Cycling         | + 23"   |
| 8  | Adriano Malori (ITA)       | Movistar Team       | + 29"   |
| 9  | Wilco Kelderman (NED)      | Team LottoNL-Jumbo  | + 30"   |
| 10 | Steve Cummings (GBR)       | MTN Qhubeka         | + 32"   |

### Classificació per punts
|   | Ciclista                | Equip               | Punts |
| - | ----------------------- | ------------------- | ----- |
| 1 | Rohan Dennis (AUS)      | BMC Racing Team     | 20    |
| 2 | Tony Martin (GER)       | Etixx-Quick Step    | 17    |
| 3 | Fabian Cancellara (SUI) | Trek Factory Racing | 15    |

### Classificació del millor jove
|   | Ciclista              | Equip              | Temps   |
| - | --------------------- | ------------------ | ------- |
| 1 | Rohan Dennis (AUS)    | BMC Racing Team    | 14' 56" |
| 2 | Tom Dumoulin (NED)    | Team Giant-Alpecin | + 8"    |
| 3 | Wilco Kelderman (NED) | Team LottoNL-Jumbo | + 30"   |

### Classificació per equips
|    | Equip               | Temps   |
| -- | ------------------- | ------- |
| 1r | Team LottoNL-Jumbo  | 46' 06" |
| 2n | Trek Factory Racing | + 3"    |
| 3r | BMC Racing Team     | + 8"    |

## Abandonaments
No es produí cap abandonament durant l'etapa.